# Live at the Grand Olympic Auditorium
Live at the Grand Olympic Auditorium es el segundo disco en vivo de Rage Against the Machine. Grabado entre los días 12 y 13 de septiembre de 2000 en el Grand Olympic Auditorium de Los Ángeles, California, este disco contiene las canciones que el grupo tocó en los que serían sus últimos conciertos antes de su disolución. Se trata de un disco "póstumo" dedicado a los fanáticos que creyeron e inspiraron a la banda californiana.
Su publicación tuvo lugar a finales del 2003 y tuvo una tímida acogida por parte del público. Este es el único disco en directo de la banda y en él podemos ver la actitud del grupo en sus actuaciones en vivo.
Al mismo tiempo se lanzó un DVD con grabaciones de estos conciertos.

## Lista de canciones
1. "Bulls on Parade" - 5:17
2. "Bullet in the Head" - 5:29
3. "Born of a Broken Man" - 4:20
4. "Killing in the Name" - 5:03
5. "Calm Like a Bomb" - 4:50
6. "Testify" - 3:22
7. "Bombtrack" - 4:06
8. "War Within a Breath" - 4:22
9. "I'm Housin" - 4:47
10. "Sleep Now in the Fire" - 4:47
11. "People of the Sun" - 2:27
12. "Guerrilla Radio" - 3:54
13. "Kick out the Jams" - 3:21
14. "Know Your Enemy" - 5:18
15. "No Shelter" - 3:59
16. "Freedom" - 7:05

## Lanzamiento del DVD
Live at the Grand Olympic Auditorium fue lanzado en DVD el 9 de diciembre de 2004, dos semanas después del lanzamiento del CD. La lista de canciones varía con respecto al CD.

### Lista de canciones
- "Bulls on Parade"
- "Bombtrack"
- "Calm Like a Bomb"
- "Bullet in the Head"
- "Sleep Now in the Fire"
- "War Within a Breath"
- "I'm Housin'"
- "Killing in the Name"
- "Born of a Broken Man"
- "No Shelter"
- "Guerrilla Radio"
- "How I Could Just Kill a Man"
- "Kick Out the Jams"
- "Testify"
- "Freedom"

### Material Extra
- "People of the Sun" y "Know Your Enemy".
- Presentación en la Convención del Partido Demócrata (2001).
- Cortos de Video de "How I Could Just Kill a Man" y "Bombtrack".

## Créditos
- Zack de la Rocha - vocalista
- Tim Commerford - bajo
- Brad Wilk - batería
- Tom Morello - guitarra
- Rick Rubin - productor del CD
- Rich Costey - mezclador del CD
- Jeff Richter - director de DVD
- Chris Palladino - productor del DVD

## Posicionamiento
| Año de publicación | Sencillo                             | Listas            | Posición |
| 2004               | Live at the Grand Olympic Auditorium | The Billboard 200 | N. 94    |

- Datos: Q2053607
- Multimedia: Rage Against the Machine / Q2053607